# Lower Layham

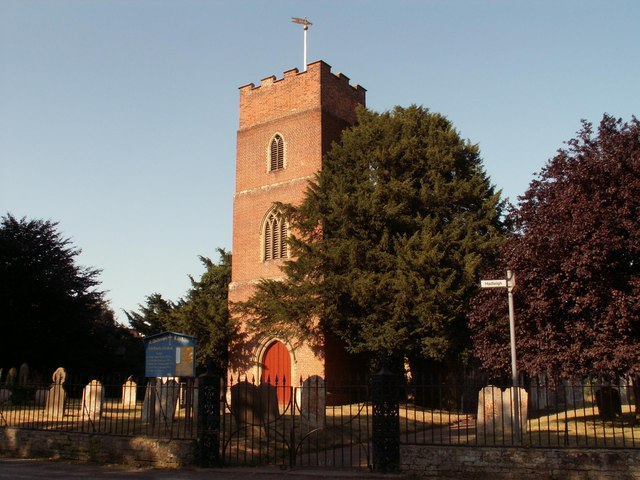
St Andrews church, Layham.

Lower Layham är en by (village) i Suffolk, i östra England.